# Лаклан
Лаклан (на английски: Lachlan River) е река в югоизточната част на Австралия, протичаща през щата Нов Южен Уелс, десен приток на Марамбиджи, която е десен приток на Мъри. Дължината ѝ е 1440 km, а площта на водосборния ѝ басейн – 84 700 km² (48,18% от водосборния басейн на Марамбиджи).
Река Лаклан се образува на 684 m н.в. от сливането на двете съставящи я реки Мутмутбили Крийк (лява съставяща) и Хананс Крийк (дясна съставяща), извиращи от западните склонове на Голямата вододелна планина, на около 60 km северно от столицата Канбера. В горното си течение, до град Форбс, където излиза от планините, тече в дълбока долина с многочислени бързеи и прагове. След това до устието си тече през обширни равнини, заети от савани, където оттокът ѝ през сухия сезон силно намалява, а през влажния период (пролетта и лятото) става плавателна за плитко газещи речни съдове. Средният ѝ годишен отток е 49 m³/s. Основните ѝ притоци са: леви – Борова̀ (134 km); десни – Абъркромби (130 km), Белобула (165 km). Независимо че в горното ѝ течение са изградени няколко язовира (най-голям „Уангла“), които регулират оттока ѝ целогодишно, река Лаклан през отделни години (1870, 1891, 1916, 1951, 1956, 1961, 1974, 1976, 1993, 1998) причинява катастрофални наводнения.
Горното течение на река Лаклан е открито през юни 1815 г. от английския топограф Джордж Уилям Еванс, който наименува новооткритата река в чест на тогавашния (1810 – 1824) губернатор на Нов Южен Уелс Лаклан Макуори (1762 – 1824). Две години по-късно, през 1817 г., друг английски топограф, Джон Оксли, проследява и топографски заснема цялото ѝ течение.